# کبک سینه‌خاکستری

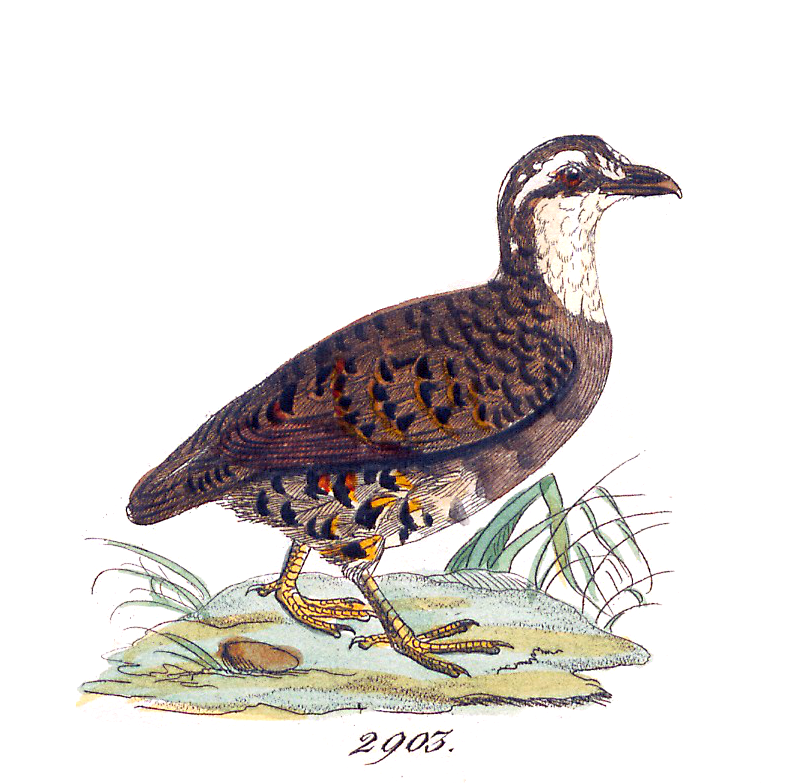
نقاشی کبک

کبک سینه‌خاکستری (نام علمی: Arborophila orientalis) نام یک گونه از سرده کبک‌های تپه است.